# Олег Трубачов
Олег Николајевич Трубачов (Стаљинград, 23. октобар 1930. — Москва, 9. март 2002) био је совјетски и руски лингвиста, један од водећих руских научника за етимологију словенских језика и словенске ономастике. Био је специјалиста за упоредно-историјску лингвистику, слависта, лексикограф, етимолог, доктор филолошких наука, дописни члан Академије наука СССР (1972) и академик Руске академије наука (1992). Био је муж лексикографкиње Галине Богатове.
Био је руководилац капиталних пројеката, укључујући и Етимолошки речник руског језика и Етимолошки речник словенских језика.
Крајем 20. века својим истраживањима рехабилитовао је Подунавску теорију порекла Словена (негде: Дунавско-панонску или Балканску), што је једним делом потврђено каснијим развојем генетике, палеолингвистике и археологије.
Сматран је за најистакнутијег слависту друге половине 20. века.

### Монографије на руском
- - Поновљена издања:
- - Т. 1. — 2004—800 с. —.  5-9557-0048-2 неважећи ..
  - Т. 2. — 2005—664 с. —.  5-9557-0053-9 неважећи ..
  - Т. 3. — 2008. — 800 с. —.  978-5-9551-0263-4..
  - Т. 4. — 2009. — 696 с. —.  978-5-9551-0324-2..

### Преводи на српски
- Етногенеза и култура древних Словена: лингвистичка истраживања, „Пешић и синови“.
- Етногенеза и култура древних Словена: лингвистичка истраживања, Део 2, „Пешић и синови“.